# Rasad 1
Rasad 1 (Deutsch: Beobachtung 1) ist ein experimenteller Erdbeobachtungssatellit der iranischen Weltraumagentur.
Der 15,3 kg schwere Nanosatellit wurde am 15. Juni 2011 um 11:30 Uhr MESZ durch eine Safir-B-Trägerrakete in eine Umlaufbahn von etwa 260 km Höhe gebracht. Er wurde laut Angaben von iranischer Stellen von der Malek-Aschtar-Universität in Teheran entwickelt und sollte insbesondere hochauflösende Bilder für die Erstellung von Landkarten liefern. Die Außenseite des etwa 40 cm hohen und 25 cm im Durchmesser messenden Satelliten mit achteckiger Grundform ist mit Solarzellen zur Energieversorgung ausgestattet. Die Lebensdauer des Satelliten wurde mit zwei Monaten angegeben, er trat aber schon am 6. Juli wieder in die Erdatmosphäre ein.